# Nikolaj Ivanovič Bachmetěv
Nikolaj Ivanovič Bachmetěv, rusky Николай Иванович Бахметев (někdy Бахме́тьев, 10.jul./ 22. října 1807greg. v Penze – 31.jul./ 12. září 1891greg. v Petrohradě) byl ruský hudební skladatel a houslista. Byl také tajným radou a hofmistrem.

## Život
Pocházel z významného ruského šlechtického rodu Bachmetěvů. Jeho otec, Ivan Nikolajеvič Bachmetěv (kolem 1765-1830), byl kolegiátní rada, a svobodný pán Saratovské gubernie. Matka, Alexandra Sergejevna Bachmetěvová (rozená Mačevrianovová). Měl 5 sester: Alexandru (kolem 1802-?), Marii (kolem 1805-?) vdanou za Naumova, Annu (kolem 1806-1841) vdanou za Buťagina, Jevdokii (kolem 1810-1893) vdanou za Beketova, Jekatěrinu (kolem 1813-?) vdanou za von Gardera.

## Vzdělání a vojenská kariéra
Hudební vlohy v sobě objevil poměrně brzy a ve 12 letech, v době kdy odešel do penzionu Ivana Ivanоviče Weidenhammera, kde se následně učil u Ivana Sergejeviče Turgeněva, již Nikolaj hrál výborně na housle, zřetelně a čistě interpretoval skladby Pierra Rodeho, Giovanniho Battisty Viottiho ad. Jeho učitelem houslí byl věhlasný houslista Josef Böhm[zdroj⁠?!], teorii se učil u Schweinkeho a Schreinura. Od roku 1823 se s ním v Saratově ve stejném institutu učil budoucí ředitel Saratovského gymnázia (v letech 1825-1831 a 1834-1837) Jakov Alexandrоvič Miller (s ním a jeho přáteli, bratry Zagoskinovými, se zde vzdělávali také další profesoři a učitelé gymnázia).
Nikolaj Bachmetěv byl již v útlém věku přijat do prestižní školy Pážecí korpus, v souvislosti s vynikajícími službami jeho příbuzného Andreje Arkaďjeviče Bachmetěva. V prosinci 1825 obstál při závěrečných zkouškách v Pážecím korpusu a 14. června 1826 byl povýšen na korneta Pavlogradského husarského pluku, s níž se v roce 1827 účastnil v bojů rusko-perské války, jako člen armádního husarského pluku. Roku 1829 sloužil v Cařihradě u velvyslance knížete Alexeje Fjodoroviče Orlova, v době, kdy byla uzavřena drinopolská mírová dohoda. Během dvou let (do 20. ledna 1832) byl adjutantem velitele 1. brigády gardové kyrysnické divize, generálporučíka hraběte Orlova, a poté ještě nějaký čas adjutantem generála F. P. Offenberga.